# Maria Luís Albuquerque
Maria Luís Casanova Morgado Dias de Albuquerque, née le 16 septembre 1967 à Braga, est une femme d'État portugaise, membre du Parti social-démocrate (PPD/PSD).
Elle est ministre des Finances entre juillet 2013 et novembre 2015.

## Biographie

### Une solide formation d'économiste
Après une licence d'économie obtenue en 1991 à l'université Lusíada de Lisbonne, elle enseigne dans cet établissement, à l'Institut supérieur d'économie et de gestion et à l'annexe de l'université moderne à Setúbal jusqu'en 2006. En 1997, elle complète sa formation par une maîtrise en économie monétaire à l'université technique de Lisbonne.

### Un long parcours dans la haute administration financière
Elle entre dans la haute fonction publique en 1996, en tant que technicienne supérieure de la direction générale du Trésor. Elle passe trois ans plus tard au cabinet d'études et de prospective économique du ministère de l'Économie, où elle occupe le même poste.
Brièvement conseillère du secrétaire d'État au Trésor en 2001, elle devient ensuite directrice du département de Gestion financière de l'entreprise publique Rede ferroviaria nacional (REFER) jusqu'en 2007. Cette année-là, elle est nommée coordinatrice du centre des émissions et marchés de l'Institut de gestion de la trésorerie et du crédit publics. 

### Une carrière politique très rapide
Lors des élections législatives anticipées du 5 juin 2011, elle est investie tête de liste du Parti social-démocrate dans le district de Setúbal. Élue députée à l'Assemblée de la République, elle est aussitôt nommée secrétaire d'État aux Finances et au Trésor, puis secrétaire d'État au Trésor en octobre 2012. Le 2 juillet 2013, Maria Luís Albuquerque est nommée ministre d'État, ministre des Finances, lors du mini-remaniement qui suit la démission de son prédécesseur, et ancien ministre de tutelle, Vítor Gaspar.

### Vie privée
Elle vit au Mozambique entre 1976 et 1982, où son père assure la sécurité du barrage de Cahora Bassa en sa qualité de commandant de la Garde nationale républicaine (GNR).
Elle est mariée au journaliste António de Albuquerque, avec qui elle a trois fils, dont deux jumeaux.